# Augustus 1935
| Deze maand |
| --- |
| - Brits-Frans-Italiaanse besprekingen over Abessinië mislukken - Antisemitische acties in Duitsland - Koningin Astrid overlijdt bij auto-ongeluk |

De volgende gebeurtenissen speelden zich af in augustus 1935. Sommige gebeurtenissen kunnen één of meer dagen te laat zijn vermeld doordat ze op de datum staan aangegeven waarop ze in het nieuws kwamen in plaats van de datum waarop ze werkelijk hebben plaatsvonden.
- 1: Danzig laat goederen, inzonderheid voedsel, uit Oost-Pruisen vrij van invoerrechten binnenkomen. Hiermee gaat Danzig in tegen een verdrag dat stelt dat Danzig douane-activiteiten onder Poolse controle moet laten plaatsvinden, en zet een nieuwe stap in de handelsoorlog met Polen.
- 1: De scheiding van kerk en staat in Nederlands-Indië wordt voltrokken.
- 2: De nieuwe grondwet voor Brits-Indië wordt van kracht.
- 3: De Volkenbond houdt zich bezig met het conflict tussen Italië en Abessinië. Er wordt opgeroepen tot intensivering van de pogingen tot arbitrage. Het Verenigd Koninkrijk, Frankrijk en Italië zullen zich in Genève in gezamenlijk overleg hiervoor inspannen.
- 3: De Großglockner-Hochalpenstraße, een noord-zuidverbinding door de Oostenrijkse Alpen van Zell am See naar Heiligenblut wordt geopend. Het is de hoogste autoweg van Europa.
- 4: Joseph Goebbels staat de buitenlandse pers te woord:
  - Huwelijken tussen Joden en niet-Joden zullen worden verboden.
  - Het nationaalsocialisme staat positief tegenover het christendom, maar verwacht wel van de kerken dat zij ook positief ten opzichte van het nationaalsocialisme staan.
- 5: Abessinië meldt weinig te verwachten van de Brits-Frans-Italiaanse besprekingen in Genève en een militair conflict als onvermijdelijk te zien.
- 7: In de Verenigde Staten wordt een nieuwe belastingwet aangenomen, waarin de belastingen voor de rijken worden verhoogd.
- 8: In de Verenigde Staten wordt een wet aangenomen die het na een termijn van zes maanden onmogelijk maakt om van de regering schadevergoeding te eisen voor verliezen geleden door de devaluatie van de dollar.
- 9: Alle niet-Arische badgasten dienen Bad Tölz binnen 24 uur te verlaten. Dit is de eerste officiële verdrijving van Joden uit een Duitse stad.
- 10: Het handelsconflict tussen Danzig en Polen wordt bijgelegd.
  - De invoerrechtenvrije invoer door Danzig wordt beëindigd.
  - Goederen die via Danzig in Polen worden ingekocht worden in zloty betaald.
  - Treinkaartjes vanuit Danzig naar Polen worden in zloty betaald.
- 10: De Italiaanse minister van openbare werken, Luigi Razza, komt om bij een vliegramp.
- 12: In verband met het conflict met Abessinië krijgt Italië geen kredieten meer voor aankopen in de Verenigde Staten.
- 12: Ossinski, de voorzitter van de commissie voor het vijfjarenplan, wordt uit zijn functie gezet.
- 12: Bij de Moerdijkbrug worden werkzaamheden begonnen om de spoorbrug te verhogen en een verkeersbrug bij te bouwen.
- 13: Tatsuzan Nagata, de chef van het Japanse bureau voor Militaire Zaken, wordt door zijn adjudant vermoord.
- 13: De regering van China neemt ontslag.
- 13: De Orba overstroomt en vernietigt de dorpen Ovada en Molare. Meer dan honderd mensen komen om.
- 15: De dader van de aanslag op Nagata wordt ter dood veroordeeld.
- 15: In Duitsland worden maatregelen tegen de anti-nationaalsocialistische richting binnen de Evangelisch-Lutherse Kerk genomen:
  - Alleen door rijksbisschop Ludwig Müller benoemde predikanten krijgen salaris uitbetaald.
  - Theologiestudenten dienen bij voorkeur aan staatsuniversiteiten te studeren.
- 15: De SA protesteert in München tegen het politieke katholicisme.
- 16: In Litouwen wordt een nieuwe kieswet gepubliceerd, waarin een aantal artikelen staan die duidelijk bedoeld zijn om de Duitsers in het Memelgebied te treffen. Zo zijn personen van wie de burgerrechten zijn ontnomen, genaturaliseerde personen en personen die een toezegging hebben het burgerrecht van een ander land te kunnen krijgen, allen uitgesloten van het passief kiesrecht.
- 18: In Denemarken worden de eisen van de boeren bij hun protestactie van 29 juli afgewezen.
- 18: Het aantal slachtoffers van overstromingen in China bedraagt officieel meer dan 100.000 doden en 14 miljoen daklozen.
- 18: De onderhandelingen tussen het Verenigd Koninkrijk, Frankrijk en Italië worden afgebroken. Het Verenigd Koninkrijk en Frankrijk wensten handhaving van autonomie en grondgebied van Abessynië, terwijl Italië een protectoraat dan wel uitgebreide territoriale claims wilde.
- 18: Benito Mussolini stelt een fascistisch imperium te willen stichten.
- 19: In de Verenigde Staten worden sociale wetten aangenomen:
  - Verplichte werkloosheidsverzekering, te betalen door werkgevers en werknemers
  - Ouderdomspensioenen voor noodlijdenden.
  - Uitbreiding van de openbare gezondheidszorg.
- 20: Armin Schwerdtfeger, de hoofdredacteur van de Berliner Börsenzeitung wordt ter dood veroordeeld omdat hij een order van het Duitse ministerie van propaganda had overhandigd aan een buitenlands journalist.
- 20: De Beierse minister van binnenlandse zaken Adolf Wagner zendt een lovend telegram naar de burgemeester van Bad Tölz en stelt te hopen dat de andere Beierse badplaatsen zijn voorbeeld zullen volgen.
- 21: In Hongarije wordt de Partij van Nationaalsocialistische Hongaren opgericht.
- 21: In Duitsland worden alle vrijmetselaarsloges ontbonden.
- 21: De Stahlhelm zal eervol worden ontbonden.
- 21: Het nieuwe centraal executieve van de Komintern komt bijeen. Georgi Dimitrov wordt benoemd tot secretaris-generaal.
- 22: Het Britse kabinet bespreekt het conflict tussen Italië en Abessinië.
  - Het Verenigd Koninkrijk en Frankrijk blijven zich inzetten voor een diplomatieke oplossing.
  - Het wapenembargo tegen beide landen blijft gehandhaafd.
- 23: Alle Joodse culturele verenigingen in Duitsland zullen zich moeten aansluiten bij het "Reichsverband der Jüdische Kulturbünde". Slechts Joden en hun echtgenoten/echtgenotes kunnen van deze verenigingen werkzaam zijn, ze mogen enkel in Joodse gebouwen optreden en enkel leden van het Reichsverband mogen als publiek aanwezig zijn.
- 23: Het volledige leger van Monaco, 76 man sterk, wordt ontslagen.
- 23: Het Verenigd Koninkrijk eist van China een onderzoek naar de gevangenneming van en moord op de Britse journalist Jones, en bestraffing van de schuldigen. China verklaart zich bereid aan deze eisen te voldoen.
- 23: De Verenigde Staten en Panama sluiten een nieuw verdrag, dat het bestaande verdrag uit 1903 vervangt.
  - De Verenigde Staten verliezen hun recht op interventie in Panama.
  - De huurprijs voor het gebruik van het Panamakanaal wordt opnieuw vastgesteld.
- 24: Op het Internationaal Congres voor Strafrecht in Berlijn wordt een resolutie inzake sterilisatie en castratie van misdadigers aangenomen. Ondanks bezwaren van vele zijden, kreeg de resolutie een meerderheid doordat de aanwezigen voor het merendeel Duitsers zijn, die hier een voorstander van zijn.
- 25: Naar aanleiding van recente besluiten van de Komintern protesteren de Verenigde Staten bij de Sovjet-Unie wegens inmenging in binnenlandse aangelegenheden.
- 27: Mantsjoerije en Mongolië besluiten tot de instelling van een grenscommissie.
- 27: Duitsland protesteert bij Oostenrijk tegen onwaarheden en tendentieuze berichtgeving betreffende Duitsland in de Oostenrijkse pers.
- 28: De Sovjet-Unie antwoordt op de Amerikaanse bezwaren met een ontkenning, stellende dat zij niet verantwoordelijk is voor het beleid van de Komintern.
- 28: De luchtvaartlijn Amsterdam-Frankfurt am Main-Milaan zal per 1 september worden beëindigd.
- 28: De Verenigde Staten verplaatsen hun verkenningseskader van de Grote Oceaan naar de Atlantische Oceaan. De slagvloot blijft in de Grote Oceaan.
- 29: In Nederland worden meisjes onder de 16 uitgesloten van het werk op fabrieken en kantoren. Meer algemeen kunnen vrouwen worden uitgesloten van specifieke werkzaamheden.
- 29: De verloving wordt bekendgemaakt van Henry, hertog van Gloucester met Alice Montagu-Douglas-Scott.
- 29: Koningin Astrid, de echtgenote van koning Leopold III van België, komt om bij een auto-ongeluk.
- 30: Een Brits-Amerikaanse maatschappij, de African Development and Exploration Corporation, verkrijgt concessies voor het zoeken naar olie in de gehele oostelijke helft van Abessinië.
- 31: In de Verenigde Staten wordt de Neutraliteitswet van kracht. Deze maakt het moeilijker voor oorlogvoerende staten om via de VS wapens in te voeren.

En verder:
- In Brest en Toulon vallen doden en gewonden bij conflicten tussen stakers en de politie.
- Een gewapende opstand in het Albanese district Fieri wordt onderdrukt.
- Onder leiding van Bairachtar breekt in vooral noordelijk Albanië een nieuwe opstand uit.
- President José Maria Velasco Ibarra van Ecuador tracht zichzelf tot dictator uit te roepen, doch wordt uit zijn ambt gezet en gearresteerd. Antonio Ponz wordt president ad interim.
- Spanje concentreert troepen in het gebied rond de Straat van Gibraltar.

<< · januari · februari · maart · april · mei · juni · juli · augustus · september · oktober · november · december · >>